# Abbath
Abbath,  ou  Abbath Doom Occulta (pseudônimo de Olve Eikemo, Bergen, 27 de junho de 1973), é um compositor, cantor e multi-instrumentista da Noruega. Em 1990 fundou a banda Immortal junto a Demonaz, com a qual seguiu muitos anos de carreira e gravou álbuns que tornaram-se clássicos do black metal. Antes do Immortal, Abbath já havia tocado no Old Funeral no fim dos anos 1980, junto com Demonaz e Varg Vikernes do Burzum.
Em 2006 iniciou outro projeto nomeado de I, em conjunto com o baterista Armagedda (Immortal), o baixista Tom Cato "King ov Hell" Visnes (Gorgoroth), o guitarrista Arve Isdal (Enslaved) e Demonaz como letrista.
Após desentendimentos com os outros integrantes, Abbath saiu do Immortal em 2015 e formou um projeto solo (chamado Abbath), que conta também com o músico King ov Hell (ex-Gorgoroth). Em janeiro de  2016 foi lançado seu primeiro disco solo, intitulado simplesmente Abbath.

## Discografia

### Immortal
- Diabolical Fullmoon Mysticism - (1992)
- Pure Holocaust - (1993)
- Battles in the North - (1995)
- Blizzard Beasts - (1997)
- At the Heart of Winter - (1999)
- Damned in Black - (2000)
- Sons of Northern Darkness - (2002)
- All Shall Fall - (2009)

### I
- Between Two Worlds - (2006)

### Abbath
- Abbath - (2016)
- Outstrider - (2019)

## Equipamentos

### Guitarras
- ESP LTD DV8-R Modelo Dave Mustaine
- GHL Jackson Randy Rhoads
- ESP NV STD
- ESP LTD V-401 DX

## Amplificadores e gabinetes
- Engl Ritchie Blackmore Signature E 650 amp (Also Engl Powerball E645)[3]
- Peavey Bandit amps
- Mesa/Boogie amps
- Marshall Cabinets

## Pedais
- Boss CH-1 Super Chorus pedal
- Mxr Phazer